# پل لیرولا
پل میکل لیرولا کوسوک (اسپانیایی: Pol Mikel Lirola Kosok‎؛ زادهٔ ۱۳ اوت ۱۹۹۷) بازیکن فوتبال اهل اسپانیا است.